# Microregione di Três Lagoas
Três Lagoas è una microregione dello Stato del Mato Grosso do Sul in Brasile, appartenente alla mesoregione di Leste de Mato Grosso do Sul.
È una suddivisione creata puramente per fini statistici, pertanto non è un'entità politica o amministrativa.

## Comuni
Comprende 5 comuni:
- Água Clara;
- Brasilândia;
- Ribas do Rio Pardo;
- Santa Rita do Pardo;
- Três Lagoas